# Versetzungsprüfung
Versetzungsprüfungen fanden in der Einheitsschule der DDR seit der Lehrplanreform 1951 bis zum Ende der 1950er Jahre ab der Klasse 4 statt.

## Beschreibung
Es handelte sich hierbei um schriftliche und mündliche Zwischenprüfungen, die verpflichtend am Ende eines jeden Schuljahres (Juni, Juli) abzulegen waren, ausgenommen die Klassen, an deren Ende eine reguläre Abschlussprüfung stand. Die Prüfungen sollten zeigen, inwieweit die Schüler über die in den Lehrplänen der entsprechenden Klassen geforderten Kenntnisse, Fähigkeiten und Fertigkeiten verfügen und zu einer erfolgreichen Mitarbeit in den nachfolgenden Klassen befähigt sind. Sämtliche Themen und Aufgabenstellungen, Umfang und Anforderungen, Bewertungsrichtlinien sowie Termine wurden zentral für die ganze DDR vom Ministerium für Volksbildung vorgegeben. Für die Fragen in den mündlichen Fächern konnte zusätzlich das den Schulen zugesandte Vorbereitungsmaterial herangezogen werden. Die schriftlichen Prüfungen hatten zu den vorgegebenen Terminen landesweit um 8 Uhr zu beginnen, während die mündlichen Prüfungen mit einstündiger Unterbrechung jeweils von 8 Uhr bis 19 Uhr stattfanden. Für sorbische Schulen ergingen gesonderte Weisungen. Für wenig gegliederte Grundschulen (d. h. jahrgangsübergreifende Klassen) galten leicht abweichende Regelungen.
Die Endjahreszensur in einem Fach wurden aus der Vorzensur über die schriftlichen Jahresleistungen, der Vorzensur über die mündlichen Jahresleistungen und der Prüfungszensur festgelegt. Alle Teilzensuren flossen gleichwertig ein. Somit betrug das Gewicht der Versetzungsprüfungen 33 %, wenn nur schriftlich geprüft wurde, und 50 %, wenn sowohl schriftlich als auch mündlich geprüft wurde. War der errechnete Zensurenstand nicht eindeutig, gab die Prüfungsleistung den Ausschlag.
Eine 5 als Prüfungszensur bedeutete die Nichtversetzung und demzufolge das Wiederholen der Klasse.
Nachprüfungen konnten nur unter Umständen genehmigt werden, im Falle von Krankheit oder eines unerwarteten Versagens eines Schülers gemessen an dessen sonstigen Leistungen. Akzeptierte die Klassenkonferenz den Antrag auf Wiederholungsprüfung, hatte der Schüler über die Großen Ferien Zeit, seine Wissenslücken zu schließen. Hierfür musste der zuständige Fachlehrer für das Selbststudium des Schülers einen Wiederholungsplan erstellen. In den letzten Augustwochen, kurz vor Beginn des neuen Schuljahres zum 1. September, wurden dann die Nachprüfungen durchgeführt.

## Versetzungsprüfung an Grundschulen
Folgende Prüfungen waren schriftlich unter Klausur bzw. mündlich im Colloquium abzulegen:
- im 4. Schuljahr
Deutsche Sprache (Diktat) in 45 Minuten
Mathematik in 45 Minuten
- im 5. Schuljahr
Deutsche Sprache (Diktat) in 45 Minuten
Mathematik in 60 Minuten
- im 6. Schuljahr
Deutsche Sprache (Diktat) in 45 Minuten
Mathematik in 90 Minuten
- im 7. Schuljahr
Deutsche Sprache (Diktat) in 45 Minuten
Deutsche Sprache (Grammatik) in 45 Minuten
Mathematik in 90 Minuten
Russisch (Übersetzung) in 90 Minuten
Geschichte (mündlich)
Mathematik (mündlich)
Deutsch (mündlich)
Russisch (mündlich)

## Versetzungsprüfung an Zehnklassenschulen und Oberschulen
Folgende Prüfungen waren schriftlich unter Klausur bzw. mündlich im Colloquium abzulegen:
- in Klasse 9
Deutsche Sprache (Diktat) in 45 Minuten
Deutsche Sprache (Grammatik) in 45 Minuten
Deutsche Sprache (Aufsatz) in 180 Minuten
Mathematik in 120 Minuten
Geschichte (Fragen) in 120 Minuten
- in Klasse 10
Deutsche Sprache (Aufsatz) in 180 Minuten
Mathematik in 180 Minuten
Russisch (Übersetzung Russisch-Deutsch) in 120 Minuten
Geschichte (Fragen) in 120 Minuten
- in Klasse 11
Deutsche Sprache (Aufsatz) in 180 Minuten
Mathematik in 240 Minuten
Russisch (Übersetzung Russisch-Deutsch) in 120 Minuten
Geschichte (zwei Themen zur Wahl) in 180 Minuten

## Veränderungen mit Einführung der Mittleren Reife
Nach dem Entschluss, dass zum Ende der Klasse 10 an Zehnklassenschulen und Oberschulen eine Abschlussprüfung zur Mittleren Reife durchgeführt werden sollte, veränderte man auch die Maßgaben für die Versetzungsprüfungen in den oberen Klassen.
- in Klasse 9
Deutsche Sprache (Aufsatz) in 180 Minuten
Mathematik in 120 Minuten
Geschichte (Fragen) in 180 Minuten
- in Klasse 11
Mathematik in 240 Minuten
Russisch (Übersetzung Russisch-Deutsch) in 120 Minuten
    B-Klassen: Biologie in 180 Minuten
    A- und C-Klassen: 2. Fremdsprache (Übersetzung) in 120 Minuten
Deutsch (mündlich)

## Bedeutung
Ergänzt von den Kontrollarbeiten, dienten die Versetzungsprüfung als maßgebliches Werkzeug, das Leistungsprinzip so weitreichend wie möglich in der Einheitsschule zu etablieren und zu garantieren. Aus den gewonnenen Daten konnten die Handhabbarkeit, die didaktische Planung und die Erfüllung der Lehrpläne überprüft werden. Beobachtungen über das fachliche Niveau von Schule und Schülern wurden ebenso möglich wie Rückschlüsse zur Stofffülle, zur Methodik und zum Zusammenwirken der verschiedenen Stufen der demokratischen Einheitsschule. Darüber hinaus sollte den Schülern ein kontinuierlicher, nachhaltiger Lernrhythmus anerzogen werden. Das Ministerium für Volksbildung wollte das Durchschleifen von schlechten Schülern vermeiden bzw. unterbinden, so dass einerseits mit den Prüfungen der übliche Leistungsanspruch nochmals gesteigert worden ist, die Schüler also den Stoff des Schuljahres konsequent wiederholen und verinnerlichen mussten, und andererseits die Gefahr des Sitzenbleibens verschärft wurde. Ideologisch verbargen sich dahinter u. a. die DDR-typischen linksautoritären Vorstellungen von gediegenen Grundfertigkeiten wie Fleiß, Disziplin, Beharrlichkeit und Ordnung. Die statistische Auswertung der Versetzungsprüfungen erfolgte umfassend und lieferte umfangreiche, verlässliche, detaillierte Informationen über das Schulsystem. Später flossen diese wertvollen Erfahrungen in den Fortschritt der Einheitsschule ein. So gründet sich beispielsweise die große Reform von 1959, einschließlich des Lehrplanwerks der polytechnischen Oberschule, erheblich auf die Datenbasis, die die langjährigen Leistungsevaluationen in Form der Versetzungsprüfungen und Kontrollarbeiten erbrachten.